# The Mello-Kings
The Mello-Kings waren eine Doo-Wop-Gesangsgruppe, die 1957 mit Tonite, Tonite einen Hit hatten. Obwohl die Platte in den US-Charts nicht in die vorderen Positionen kam, gilt sie als eine der einflussreichsten Aufnahmen ihres Genres.
Die Gruppe entstand 1956 als „The Mellotones“ an einer Highschool in Mount Vernon, New York. Mitglieder waren die Brüder Jerry und Bob Scholl sowie Eddie Quinn, Neil Arena und Larry Esposito. Ihr Manager war der Pianist Dick Levister. Sie erhielten einen Plattenvertrag beim Label Herald Records. Da es bereits eine andere Gruppe gleichen Namens gab, wurde ihr Name in „The Mello-Kings“ geändert.
Tonite, Tonite wurde von Billy Myles geschrieben, dem Hauskomponisten von Herald Records. Die Platte kam 1957 heraus und war ein regionaler Hit, der Platz 77 der US-Charts erreichte und dort 10 Wochen notiert wurde. Eine Wiederveröffentlichung 1961 konnte sich noch einmal kurzzeitig auf Rang 95 platzieren. Es sollte der einzige Hit der Gruppe bleiben, der auf etlichen Kompilationen wiederveröffentlicht wurde.